# 210854 Stevejaskulek
210854 Stevejaskulek este o planetă minoră (asteroid), cu un diametru de 3,542 km, din centura de asteroizi. A fost descoperită pe 20 august 2001 la Observatorio de Cerro Tololo⁠(d) de Marc Buie⁠(d). 
Obiectul prezintă o orbită caracterizată de o semiaxă mare de 2,7300685281515 UAi, o excentricitate de 0,1692086616145, o înclinație de 5,6571344812259 ° în raport cu ecliptica.